# Župnija Bovec
Župnija Bovec je rimskokatoliška teritorialna župnija dekanije Kobarid v škofiji Koper.
Leta 2017 so se Župniji Bovec pridružile župnije Log pod Mangartom (Podružnica sv. Štefana), Soča (Podružnica sv. Jožefa) in Srpenica (Podružnica sv. Florijana). 

## Sakralni objekti
- - župnijska cerkev
- - podružnica

Od 1. januarja 2018  :
- - podružnica